# Chakassen

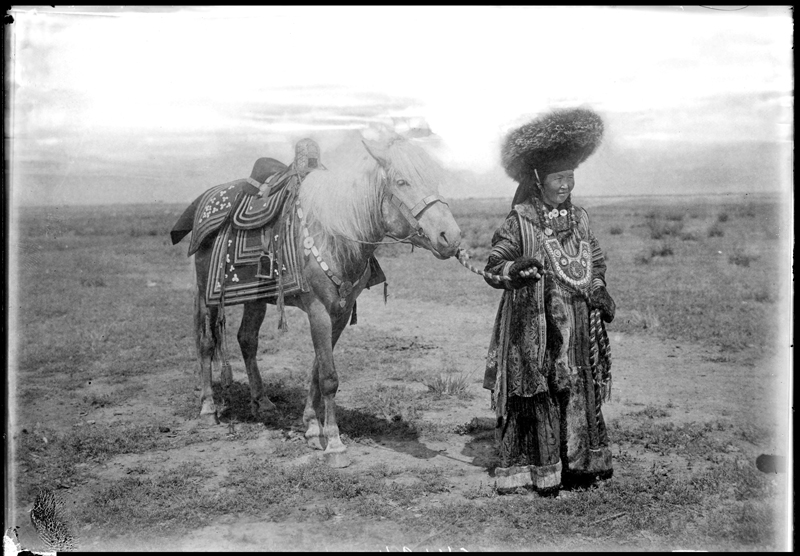
Chakassen-Frau in Festtagsgewand, Distrikt Minussinsk. Um 1900–1910.

Chakassen (chakassisch Тадар Tadar, „Tatar“, Тадарлар Tadarlar, russisch Хака́сы Chakassy) sind eine ethnische Minderheit (Nationalität) in Russland. Dort leben sie als Titularnation in der nach ihnen benannten Republik Chakassien, die sich in Südsibirien befindet. Chakassen sind Nachfahren von Nenzen, Keten und Mongolen, die teilweise erst zwischen dem 17. und 19. Jahrhundert turkisiert wurden. Aufgrund ihrer Sprache werden sie heute den Turkvölkern zugerechnet.

## Ethnische Gruppen und ältere Bezeichnungen

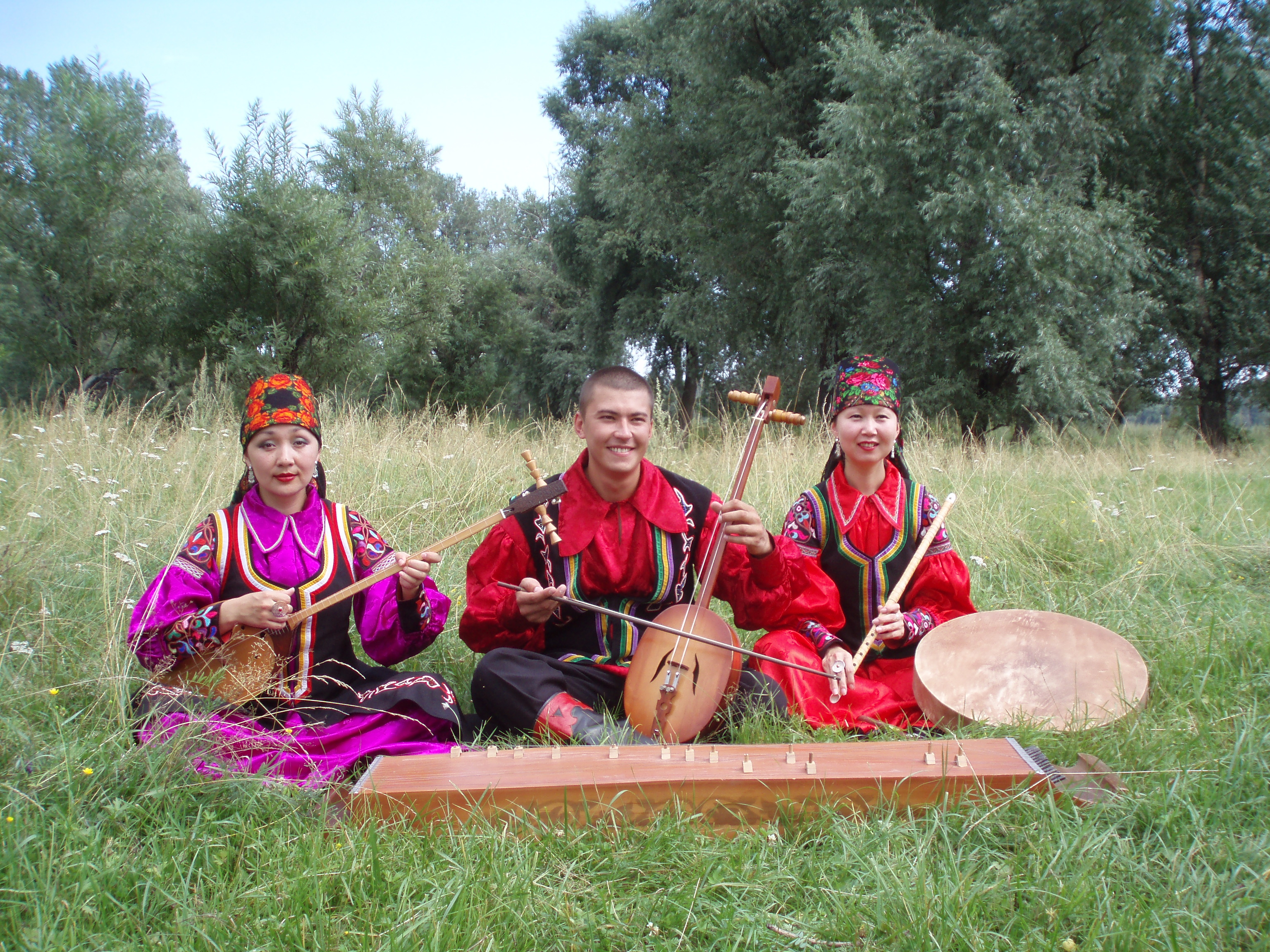
Chakassen-Ensemble mit von links: zweisaitige gezupfte Langhalslaute khomys (mit der kasachischen dombra verwandt), zweisaitige Streichlaute yykh (mit der tuwinischen igil verwandt), randgeblasene Flöte khobyrakh, Rahmentrommel tüür (Schamanentrommel), im Vordergrund Kastenzither jadagan (oder chadyghan).

Zu den Chakassen werden nach der Volkszählung von 2002 rund 75.622 Menschen gezählt und die Mehrzahl von ihnen (65.421) lebt in der nach ihnen benannten Republik. Doch dort stellen sie mit nur 11,98 % eine Minderheit dar.
Ältere russische Bezeichnungen in der Zeit zwischen dem 17. und 19. Jahrhundert waren auch Минусинские татары/Minussinskie tatary oder auch Абаканские татары/Abakanskie tatary sowie als Áчинские татары/Atschinskie tatary. Diese „Tataren“ wurden also nach russischen Verwaltungsstädten wie Minussinsk oder Abakan benannt, in deren Umfeld sie lebten. Mitunter wurden die Chakassen wegen ihrer zu den Turksprachen gehörenden Dialekte auch als „Jenissejtürken“ bezeichnet. Sie werden vielfach auch als Nachfahren der einstigen „Jenissej-Kirgisen“ angesehen, was aber in der Turkologie als eine umstrittene Zuordnung gilt.
1923 wurden von den sowjetischen Verwaltungsbehörden im Zuge der sogenannten „Nationalisierung der russischen Völker“, die unter dem Motto „Jedem Volk seine eigene Republik und jeder Republik ihre eigene Sprache!“ durchgeführt wurde, die fünf Volksstämme der Biltir, Sagaj, Qatscha, Xojbal und Xyzyl zur „Nation der Chakassen“ zusammengefasst. Diese Stämme sind sprachlich wie kulturell eng miteinander verwandt, sodass diese Zusammenfassung gerechtfertigt erscheint.
Die erst 1959 verfügte Zuordnung auch der sogenannten Melezker Tataren zu den Chakassen erwies sich trotz sprachlicher und kultureller Verwandtschaft jedoch als Fehler. Deren Dialekte unterschieden sich von den übrigen chakassischen Dialekten teilweise so stark, dass eine Verständigung kaum möglich war. Ab 1986 betonte ein Teil dieser Gruppe, keine Chakassen zu sein und bezeichnete sich stattdessen als Tschulymen. Ab 1996, 1999 bzw. 2001 wurden die Tschulymen schließlich offiziell als eigenständige indigene Nationalität anerkannt. Dennoch bezeichnen sich zahlreiche ältere Tschulymen weiterhin als Chakassen oder Tataren, zahlreiche jüngere Tschulymen (vor allem Nachkommen aus Mischehen) demgegenüber als Russen.

## Traditionelle Wirtschaft
Die traditionelle Wirtschaft der Chakassen waren einerseits durch halbnomadische Viehzucht und andererseits auch durch Ackerbau, Jagd und Fischfang geprägt.
Vor der russischen Unterwerfung dieser Völkerschaften durch Kosakenverbände des Zaren, die sogenannte „vorrussische Zeit“, waren beispielsweise die Biltir auf das Schmiedehandwerk spezialisiert. 

## Religion
Der sogenannte „klassische Schamanismus“ war die ethnische Religion der Chakassen. Der Ethnologe Klaus E. Müller spricht hier von „Komplexschamanismus“ und meint damit jene Formen, die durch Berührungen mit anderen Religionen und benachbarten Agrargesellschaften eine komplexe Ritualkultur entwickelt haben. Die chakassischen Schamanen waren die Bewahrer der Sippenriten und mussten bezahlt werden. Früher gab es Pferdeopfer. In der Oberwelt wohnten neun Schöpfergottheiten. In der Unterwelt der Gott des Bösen.
Die Christianisierung hat bei vielen abgelegenen Völkern Sibiriens nur oberflächlich stattgefunden, so dass synkretistische Mischreligionen heute häufig sind.

## Geschichte

### Göktürkenzeit und Zugehörigkeit zum Reich der Uiguren
In der Zeit zwischen dem 6. und 13. Jahrhundert bildeten die Gebiete des heutigen Chakassien ein wesentliches Zentrum der Jenissej-Kirgisen. Dort erscheinen diese als Vasallen der Türk. Im 8. Jahrhundert gehörten diese Gebiete zum Reich der Uiguren, die die heute als „Göktürken“ bezeichneten Türk ablösten. Doch dauerte die Herrschaft der Uiguren nicht lange an.

### Zeit während der Zugehörigkeit zum Kirgisenreich bis zur mongolischen Eroberung
Bereits im 9. Jahrhundert lösten sich  die Jenissej-Kirgisen von der uigurischen Vorherrschaft und unterwarfen ihrerseits das Reich der Uiguren. Im Zuge dessen breiteten sich auch die Kirgisen nach Osten aus, wo sich Teile von ihnen am Fluss Kerulen (Mongolei) niederließen. Dort lassen sich Reste von ihnen noch im 13. Jahrhundert als Nomaden nachweisen.
In den Jahren 1207 und 1208 unterstellten sich vier am Jenissej verbliebene kirgisische Khane mit ihren Stämmen freiwillig dem Mongolen-Prinzen Dschötschi, dem ältesten Sohn Dschingis Khans. Damit kamen sie einer blutigen Eroberung zuvor und die Dschingiskhaniden heirateten später auch in die diversen Familien ein. So bildete Chakassien einen Teil der Weißen Horde.

### Zeit unter verschiedenen Mongolenkhanaten und die Eroberung durch die Oiraten
Nach dem Ende des Mongolenreiches (ab 1368) gehörte Chakassien abwechselnd zu verschiedenen mongolischen Khanaten, die nun selbstständig waren. Nach ihrer Zugehörigkeit zur Weißen Horde wurden die Chakassen im 15. Jahrhundert vom Tschagatai-Khanat unterworfen, dass damit seinen Einflussbereich nach Norden ausdehnte. Zusammen mit diesem fielen die Chakassen im 16. Jahrhundert an die kurzlebige Stammesföderation der mongolischen Oiraten.

### Zeit unter kasachischer Oberherrschaft und der späteren russischen Herrschaft
Ab dem 17. Jahrhundert gerieten sie unter der losen Oberhoheit der Kirgisen. Aber in diesem Jahrhundert gab es auch die ersten Zusammenstöße mit russischen Kosakenverbänden, die begannen, im Gebiet des heutigen Chakassien Festungsanlagen zu bauen. Ihnen folgten die ersten russischen Siedler und Händler.
Im 18. Jahrhundert war die Region dem russischen Zarenreich eingegliedert und um die Minussinsker Minen entstand seit den 1820ern ein industrielles Zentrum. Teile der Einheimischen übernahmen im 19. Jahrhundert Elemente der russischen Lebensweise und wurden zum orthodoxen Christentum bekehrt. Während der Revolution 1905 in Russland entstand eine Autonomiebewegung.

### Unter der Sowjetherrschaft bis heute
Nach dem Sieg der Sowjetmacht kam es 1923 zur Gründung eines nationalen Okrugs der Chakassen, der 1930 den Status einer autonomen Oblast erhielt.
1992 erklärten die Chakassen ihre Unabhängigkeit und riefen im Rahmen der russischen Föderation die Republik Chakassien aus. Diese trat an die Stelle der „Autonomen Region Chakassien“.